# Ерг (форма на релефа)
Ерг или пясъчно море е обширна, равнинна област, покрита с пясъчни дюни, където липсва растителност.
Думата произлиза от арабското عرق, което означава „поле с дюни“. Образуват се най-често на мястото на древни, отдавна пресъхнали водни басейни, където годишните валежни количества са не повече от 150 мм. Дюните се натрупват с помощта на вятъра, и някои достигат до височина от 1000 метра. Най-голяма концентрация на ергове има в пустинята Сахара, където по-големите са:  Голям западен ерг, Голям източен ерг, Шеш в Алжир, Тенере в Нигер, Джураб в Чад, Утуила в Мали, Шеби в Мароко и Аукар в Мавритания. Ергове има и в пустините на други континенти, като Каракум в Туркменистан, Сонорийската пустиня в Мексико и пустинята Атакама в Чили. Подобни образувания съществуват в други части на Слънчевата система, например на Марс, Венера и Титан, спътникът на Сатурн.